# علم النفس القلبي
علم النفس القلبي (Cardiac psychology) هو أحد فروع علم النفس الصحي، ويهتم بدراسة أساليب الوقاية الأولية والثانوية من أمراض القلب عن طريق دمج الإستراتيجيات للتعامل مع الحواجز الشعورية والسلوكية التي قد تعيق تغيير نمط الحياة (مثل الإقلاع عن التدخين)، كما يسعى هذا العلم إلى تعزيز شفاء مرضى القلب من خلال توفير الأدوات التي يحتاجها المرضى (مثل سبل التحكم في الضغوط والعلاج النفسي) للتكيف مع التغيرات الحياتية والجسمانية المرتبطة بأمراضهم. يستطيع متخصصو علم النفس القلبي مساعدة مرضى القلب على مدار الحياة: في تجنب أمراض القلب، وأيضًا قبل وبعد جراحات القلب، كما يساعدونهم في إعادة التأهيل، حيث يركز علم النفس القلبي على تحقيق نوعية الحياة الأمثل.
كما يتضمن علم النفس القلبي أيضًا جوانب بحثية وبعض جوانب علم النفس السريري. وقد تم تأسيس بعض المختبرات البحثية التي تهتم بالجوانب النفسية لأمراض القلب في جامعة تيلبورج (Tilburg University)، تيلبورج، هولندا تحت إشراف الدكتورة سوزان بيديرسين (Susanne Pedersen) , وفي جامعة كارولاينا الشرقية (East Carolina University)، غرينفيل، كارولاينا الشمالية (Greenville, North Carolina)  تحت إشراف الدكتور صامويل سيرز (Samuel Sears) , يعتبر روبرت آلان (Robert Allan) (الحاصل على الدكتوراه) وستيفن شيدت (Stephen Schiedt) (الطبيب) أول من استخدم مصطلح "علم النفس القلبي"، حيث اختاراه ليكون عنوان كتابهما القلب والعقل: ممارسة علم النفس القلبي (Heart and Mind: The Practice of Cardiac Psychology )، الذي صدر عام 1996 ولفت النظر إلى الاستخدام السريري لعلم النفس القلبي. ومؤخرًا، حاولت بعض الكتب، مثل العلاج النفسي ومرضى القلب (Psychotherapy with Cardiac Patients) لإيلين دورنيلاس (Ellen Dornelas) ,، حيث يجب عدم إغضاب مرضى القلب لأنه يؤثر ف صحتهم وحالتهم النفسيه وعدم حدوث تنازعات منزلية لأنها تؤثر سلبيا خطرا بهم الذي صدر عام 2008، أن تطور المصادر المتاحة المتعلقة بالأساليب السريرية المُستخدمة في العناية بمرضى القلب. كما نُشر حديثًا أيضًا العديد من الأبحاث الهامة التي تتناول العوامل النفسية المؤثرة في رعاية مرضى القلب, وزراعة الأجهزة الطبية الإلكترونية (مثل الناظمة القلبية الاصطناعية، وجهاز تنظيم القلب القابل للزراعة في جسم الإنسان (implantable cardioverter-defibrillator)، إلخ)) وقصور القلب.

## وصلات خارجية
- East Carolina Heart Institute at ECU, Cardiac Psychology Lab, Focus on ICD
- Samuel F. Sears, Jr., PhD, East Carolina University, Cardiac Psychology, ICD QoL Specialist
- Medical Psychology, Tilburg University, www.tilburguniversity.nl/corps/